# Dame-Marie (ort i Haiti)
Dame-Marie är en ort i Haiti.   Den ligger i departementet Grand'Anse, i den västra delen av landet, 220 km väster om huvudstaden Port-au-Prince. Dame-Marie ligger 17 meter över havet och antalet invånare är 6 036.
Terrängen runt Dame-Marie är platt norrut, men åt sydost är den kuperad. Havet är nära Dame-Marie åt nordväst. Runt Dame-Marie är det tätbefolkat, med 276 invånare per kvadratkilometer. Dame-Marie är det största samhället i trakten. I omgivningarna runt Dame-Marie växer huvudsakligen savannskog.